# Pachyprosopis mirabilis
Pachyprosopis mirabilis is een vliesvleugelig insect uit de familie Colletidae. De wetenschappelijke naam van de soort is voor het eerst geldig gepubliceerd in 1908 door Perkins.